# Selenocosmia effera
Selenocosmia effera är en spindelart som först beskrevs av Simon 1891.  Selenocosmia effera ingår i släktet Selenocosmia och familjen fågelspindlar. Inga underarter finns listade i Catalogue of Life.